# Френк Ланџела
Френк А. Ланџела млађи (енгл. Frank A. Langella Jr.; Бејон, Њу Џерзи; рођен, 1. јануара 1938), амерички је филмски, телевизијски и позоришни глумац.
Добитник је четири награде Тони, номинован за Оскара, Еми, Златни глобус и БАФТА.
Најпознатији по учешћу у филмовима Дневник луде домаћице (1970), Дракула (1979), Господари свемира (1987), Дејв (1993), Девета капија (1999), Лаку ноћ и срећно (2005) и Фрост/Никсон (2008), чија је улога у овом последњем освојила номинацију за награду Академије за најбољег глумца. Од 2013. до 2017. појавио се у епизодној улози Габријела у телевизијској серији Американци.